# 周孝王攻西戎之戰
周孝王攻西戎之戰是指周天子周孝王於在位第一年攻打西戎的戰爭。夏商周斷代工程把昭王在位時間定為前891年至前886年，以此推斷，此戰發生的時間應為前891年。
周懿王在位時期，西周衰弱，戎族不斷入侵周朝，一度打到鎬（陝西省西安西面）、岐（陝西省岐山）等地，懿王被迫逃離鎬京，遷都槐里（現今陝西省興平縣），周懿王曾派虢公率軍北伐犬戎，希望收復失地，但是不幸戰敗，此戰被稱為周懿王攻犬戎之戰。
孝王元年（前891年），周孝王初即位後，決心振興周朝，隨即命令申侯率領大軍討伐西方犬戎。申侯打敗西戎，西戎於孝王五年向周朝進貢名馬。